# مشاركة المريض
مشاركة المريض هو اتجاه نشأ رداً على الأبوية المتصورة للطبيب. ومع ذلك، نادرا ما يمكن تبرير الأبوية غير الخاضعة للرقابة، ويفترض أن الاستقلالية غير المحدودة للمريض ستكون بغيضة بنفس القدر.
في السنوات الأخيرة، تم استخدام مصطلح «مشاركة المريض» في العديد من السياقات المختلفة. وتشمل هذه، على سبيل المثال: الطب التشاركي ،  النزعة الاستهلاكية الصحية ،  والرعاية التي تركز على المريض.  بالنسبة للسياق الأخير، أي الرعاية التي تركز على المريض، تم اقتراح تعريف أكثر دقة في عام 2009 من قبل رئيس معهد تحسين الرعاية الصحية دونالد بيرويك: «التجربة (إلى حد المعلومات المستنيرة، يرغب الفرد في ذلك) من الشفافية والتفرد والاعتراف والاحترام والكرامة والاختيار في جميع الأمور، دون استثناء، المتعلقة بشخص الفرد والظروف والعلاقات في الرعاية الصحية»  هي مفاهيم مرتبطة ارتباطًا وثيقًا بمشاركة المريض. في المملكة المتحدة على مدار عام 2016، تم توسيع المصطلحين الجديدين ذوي الصلة في الاستخدام: المريض والمشاركة العامة (المريض والمشاركة العامة) والمشاركة (الأيزوميراز)  بمعنى المصطلح المشترك للإنتاج المشترك (الخدمات العامة). في عام 2019، تم نشر مجموعة من الأوراق حول هذا الموضوع البحثي بمعلومات أحدث.
مشاركة المريض مصطلح عام، وبالتالي لا يمكن أن تكون أي قائمة شاملة؛ ومع ذلك، فإن الوصف التالي سيقسمه إلى عدة مجالات حيث يلعب المرضى و / أو المدافعون عنهم دورًا.

## تشكيل السياسة الصحية كجهات معنية
مشاركة المرضى، حيث أنها تتعلق بتشكيل السياسة الصحية، هي عملية تنطوي على المرضى كأصحاب المصلحة والمستشارين وصانعي القرار المشتركين. نشأت ممارسة إشراك المرضى في السياسة الصحية من حركة الدفاع عن المستهلك، والتي أعطت الأولوية لسلامة المستهلك، والوصول إلى المعلومات والمشاركة العامة في برامج الصحة العامة. اعتمادًا على السياق، يمكن أن تشير مشاركة المرضى في السياسة الصحية إلى اتخاذ قرارات مستنيرة، والدعوة الصحية، وتطوير البرامج، وتنفيذ السياسات، وتقييم الخدمات.   يمكن أن تؤثر مشاركة المرضى في السياسة الصحية على العديد من المستويات المختلفة لنظام الرعاية الصحية. قد يشارك الأفراد في المستشفى في الرعاية الطبية الخاصة بهم في محاولة لاتخاذ قرارات مشتركة. في مجالات أخرى، يعمل المرضى كمدافعين عن طريق العمل كأعضاء في لجان السياسات التنظيمية والحكومية.
يمكن أن تؤدي زيادة مشاركة المرضى في السياسة الصحية إلى تحسينات في رضا المرضى، والجودة والسلامة، وتوفير التكاليف ونتائج صحة السكان. يمكن أن يضمن إشراك المرضى في أبحاث السياسة الصحية أيضًا دمج احتياجات الصحة العامة بدقة في مقترحات السياسة.   عند طلب المشاركة من قبل صناع السياسات وقادة الصناعة، يمكن للمرضى التأثير على السياسة الصحية، وتستفيد المجموعتان من التعاون في تحديد الأهداف وقياس النتائج. من خلال تقديم الملاحظات في شكل ردود على الاستطلاع، يقدم المرضى لمسؤولي الصحة المجتمعية وقادة المستشفيات ملاحظات مفيدة حول الجودة المدركة وإمكانية الوصول إلى خدمات الرعاية الصحية. علاوة على ذلك، أصبحت درجات رضا المرضى من هذه الاستقصاءات مقياسًا مهمًا يتم من خلاله تقييم المستشفيات ومقارنتها ببعضها البعض.
أدت مشاركة المرضى إلى تطوير مجموعة متنوعة من السياسات الصحية، بدءًا من توسيع ساعات زيارة المستشفى إلى تنفيذ التقريب الذي يتمحور حول المريض من قبل الفرق الطبية في المستشفى. ساهمت مشاركة المرضى في التحسينات في عملية تسليم الممرضات إلى الممرضات من خلال الانخراط مع الموظفين لمناقشة معلومات تغيير التحول في جانب المريض. كما أدت مشاركة المرضى في تنسيق الرعاية إلى استخدام السجلات الطبية الإلكترونية التي يمكن للمرضى الوصول إليها وتحريرها.   من خلال الانخراط مع المرضى ومجموعات الدفاع عن المرضى، يمكن لواضعي السياسات دعم المرضى لتشكيل السياسة العامة. وتشمل الأمثلة تسهيل المشاركة العامة في الأبحاث، والاجتماعات المفتوحة، وجلسات المعلومات العامة، والدراسات الاستقصائية على الإنترنت والجوال، وفترات التعليق المفتوحة على التشريعات المقترحة. تعزز المستشفيات مشاركة المرضى من خلال تمكين المرضى للعمل كمستشارين وصناع قرار، بما في ذلك فرق تحسين الجودة ولجان سلامة المرضى ومجالس الرعاية التي تركز على الأسرة.   وبالمثل، يمكن للمؤسسات والمنظمات غير الربحية والهيئات الحكومية إنشاء آليات تمويل تتطلب وتدعم مشاركة المرضى في القرارات المجتمعية وتحديد الأولويات.
وقد تم النظر إلى بعض جوانب مؤشر أسعار المنتجين بشكل نقدي؛ بالإضافة إلى تلك الموجودة في تقييم التكنولوجيا الصحية أدناه، تتضمن أمثلة الأصوات الناقدة العامة مجموعة من الباحثين الأمريكيين الذين يقدمون إطار عمل في عام 2013 ومتحدث كندي شاب في 2018. يحذر السابق من أن الأطباء وأنظمة التسليم وواضعي السياسات لا يمكنهم افتراض أن المرضى لديهم قدرات أو اهتمامات أو أهداف معينة، ولا يمكنهم إملاء الطريق لتحقيق أهداف المريض. يرى الأخير تضاربات عديدة محتملة في المصالح في الساحة الحالية لمؤشر أسعار المنتجين.

## في تقييم التكنولوجيا الصحية
مشاركة المرضى في تقييم التكنولوجيا الصحية (تقييم التكنولوجيا الصحية) هو نهج لـ تقييم التكنولوجيا الصحية يهدف إلى إشراك المرضى في عملية تقييم التكنولوجيا الصحية. يطلق عليه أحيانًا مشاركة المستهلك أو المريض أو مشاركة المستهلك أو المريض، على الرغم من تعريف المصطلح الأخير في تقييم التكنولوجيا الصحية ليشمل البحث في احتياجات المرضى وتفضيلاتهم وتجاربهم بالإضافة إلى المشاركة في حد ذاتها. في تقييم التكنولوجيا الصحية، غالبًا ما تُستخدم مشاركة المرضى لتشمل مشاركة مجموعات المرضى، ومناصري المرضى، وأسر المرضى ومقدمي الرعاية في العملية.
بما أن تقييم التكنولوجيا الصحية تهدف إلى مساعدة ممولي الرعاية الصحية، مثل الحكومات، على اتخاذ قرارات بشأن السياسة الصحية، فإنها غالبًا ما تنطوي على سؤال حول ما إذا كان سيتم استخدام «التقنيات» الصحية واسعة النطاق، وإذا كان الأمر كذلك، كيف ومتى؛ ثم يشكل المرضى أصحاب مصلحة رئيسيين في عملية تقييم التكنولوجيا الصحية. بالإضافة إلى ذلك، لأن تقييم التكنولوجيا الصحية تسعى إلى تقييم ما إذا كانت التكنولوجيا الصحية تنتج نتائج مفيدة للمرضى في الظروف الواقعية (الفعالية السريرية) ذات القيمة الجيدة مقابل المال (فعالية التكلفة)، فإن فهم احتياجات المرضى وتفضيلاتهم وخبراتهم أمر ضروري.
عندما يشارك المرضى في تقييم التكنولوجيا الصحية، فإن معرفتهم المكتسبة من العيش مع حالة واستخدام العلاجات والخدمات يمكن أن تضيف قيمة إلى تقييم التكنولوجيا الصحية. في بعض الأحيان يُطلق عليهم الخبراء القائمون على الخبرة أو الخبراء العاديون. يمكن للمرضى أن يضيفوا قيمة إلى تقييمات تكنولوجية صحية من خلال توفير رؤى العالم الحقيقي (مثل الآثار المترتبة على الفوائد والآثار الجانبية، والتباين في الممارسة السريرية)  تسليط الضوء على النتائج المهمة، ومعالجة الثغرات والشكوك في الأدبيات المنشورة،  والمساهمة لبناء القيمة التي تشكل التقييمات والقرارات.

### اقتراب
في عام 2017، تم نشر كتاب عن مشاركة المرضى في تقييم التكنولوجيا الصحية (إدس فيسي كي إم، هانسن إتش بي، سينجل أي أن في) يجمع بين البحث والمناهج والأساليب ودراسات الحالة التي أعدها 80 مؤلفًا. يوضح أن الممارسات تختلف بين هيئات تقييم التكنولوجيا الصحية، ويمكن للمرضى المساهمة في كل مرحلة من مراحل تقييم التكنولوجيا الصحية من تحديد الأسئلة المطروحة حول التكنولوجيا الصحية، وتوفير المدخلات، وتفسير الأدلة، وصياغة التوصيات وإيصالها. وتقترح أن مشاركة المريض في تقييم التكنولوجيا الصحية تعتمد على الاتصال ثنائي الاتجاه وهي عبارة عن حوار للتعلم المشترك وحل المشكلات. يجب أن يكون الدافع وراء النهج المتبع هو هدف المشاركة. الطريقة الأكثر شيوعًا لمشاركة المرضى في تقييم التكنولوجيا الصحية هي من خلال تقديم تقارير مكتوبة والمشاركة في اجتماعات الخبراء (على سبيل المثال كعضو متساوٍ في مجموعة خبراء أو عن طريق حضور اجتماع خبراء لتقديم المعلومات والإجابة عن الأسئلة).

### القيود والنقد
على الرغم من اعتماد مشاركة المرضى وتطويرها من قبل مجموعة متنوعة من هيئات تقييم التكنولوجيا الصحية حول العالم، إلا أن هناك قيودًا وانتقادات لاستخدامها. وتشمل هذه المخاوف بشأن كيفية ومتى يتم إشراك المرضى،  عبء المشاركة للمرضى، والتمثيل التمثيلي للمرضى، واحتمال تضارب المصالح (فيما يتعلق بمجموعات المرضى الذين يتلقون التمويل من الشركات المصنعة)، وعدم تقييم مشاركة المرضى . فانسي وآخرون. (2017) نشر كتابًا عن مشاركة المريض في تقييم التكنولوجيا الصحية لوضع مصطلحات متسقة في هذا المجال وإظهار مجموعة من الأساليب والأساليب المعترف بها الموجودة في الأدبيات المنشورة. سلط المؤلفون الضوء أيضًا على تحديات التقييم والسرعة (تقييمات تكنولوجية صحية القصيرة) ومشكلة أجسام تقييم التكنولوجيا الصحية التي تخلط بين مدخلات المرضى (المعلومات المقدمة من المرضى ومجموعات المرضى المشاركين في تقييم التكنولوجيا الصحية) مع الأدلة المستندة إلى المريض (بحث قوي في احتياجات المرضى وتفضيلاتهم وخبرة). الكتاب نفسه ليس مفتوحًا، ولكن رئيس التحرير نشر أيضًا ورقة حول الموضوع قبل ست سنوات من المجموعة الأكبر. إحدى مشاكل مشاركة المريض في تقييم التكنولوجيا الصحية هي أن تقييم التكنولوجيا الصحية تم بناؤه غالبًا كعملية علمية يجب أن تظل خالية من المدخلات الذاتية للمرضى. وبالمثل، فاليري غاوفين وآخرون. تقرير أن «تحليلهم يكشف أن دور وكالات تقييم التكنولوجيا الصحية كجسور أو منظمات حدودية تقع على حدود البحث وصنع السياسات يجعل الوكالات تكافح مع فكرة المشاركة العامة» (الصفحة 1518).
ومع ذلك، يمكن فهم تقييم التكنولوجيا الصحية بشكل أفضل على أنه أداة سياسة تستعرض بشكل نقدي الأدلة العلمية للسياق المحلي ويتم تشكيل هذه المراجعة من قبل المشاركين في هذه العملية. هناك العديد من الطرق التي يمكن من خلالها تنفيذ المشاركة العامة في تقييم التكنولوجيا الصحية، بما في ذلك المرضى. في الواقع، تم تطوير «تصنيف القضايا» بالكامل من قبلفاليري غاوفين، حيث يكون كل نوع «مرتبطًا بأنسب طرق المشاركة العامة». فانسي (2017) مبني على هذا العمل في الفصل 5 لوصفه بالتفصيل لمشاركة المريض في تقييم التكنولوجيا الصحية.
يرى عالم الاجتماع أندرو ويبستر أن المشكلة «فشل في إدراك أن التقييم هو مجال متنازع عليه ينطوي على أنواع مختلفة من الأدلة المتعلقة بأنواع مختلفة من السياق (مثل التجربة المستمدة من التجارب السريرية، والأدلة ، والمستمدة من الممارسة السريرية الحالية، والتجريبية ، بناءً على تجارب المرضى للتدخل».
هناك مسألة أخرى لمشاركة المريض في تقييم التكنولوجيا الصحية هي تلك التي تتعلق بالفرد مقابل المجموعة. إن قائمة تقييم التكنولوجيا الصحية المتاحة للمصادقة على القيم الخاصة بمشاركة المرضى تعبر عن هذه المشكلة على أنها "مشاركة ... تساهم في الإنصاف من خلال السعي لفهم الاحتياجات المتنوعة للمرضى الذين يعانون من مشكلة صحية معينة، ومتوازنة مع متطلبات النظام الصحي الذي يسعى إلى التوزيع الموارد إلى حد ما بين جميع المستخدمين.
كيلي وآخرون. شرح (مع الاقتباسات الأصلية الموضحة هنا بين قوسين): «منذ اللحظة التي ربطت فيها آرشي كوكران أسئلة الفعالية السريرية بفاعلية التكلفة [17] وتم اختيار تحليل فائدة التكلفة كأساس لتقييم القيمة مقابل المال، [الطب القائم على الأدلة] طب مسند بالدليل وتقييم التكنولوجيا الصحية ضمن التقليد الفلسفي النفعي. يرتكز النفعية على وجهة نظر مفادها أن الإجراءات جيدة بقدر ما تزيد الفائدة لأكبر عدد [51]. وهذا لا يتطابق بالضرورة مع ما يخدم المصلحة الفردية للمريض [34]».

## الارتفاع عبر الأطلسي للدعوة الصحية
أسفرت ورش العمل في الدنمارك والنمسا عن دعوات للعمل لتعزيز دور المرضى في قاضي فرعي للشعب والدعوة الصحية. أوصت ورشة العمل الدنماركية بمجموعة أدوات جديدة لمشاركة المرضى من أكاديمية المرضى الأوروبية حول الابتكار العلاجي (منصة وطنية). علاوة على ذلك، أفادت ورشة العمل الدنماركية أن وكالة الأدوية الأوروبية سوف «تقيس تأثير مشاركة المريض»، وهذا أمر حاسم في بناء المصداقية. وبالفعل، يتم توفير القياس في المكان المذكور.
في النمسا، نتجت ببليوغرافيا من جملة أمور عن أحدث حدث في سلسلة ورش عمل استمرت حتى عام 2019 بعنوان "نحو ثقافة مشتركة للصحة: إثراء وتخطيط العلاقة بين المريض والأطباء التي عقدت في الفترة من 10 إلى 16 مارس 2017.
في هولندا، هناك نقاش حول القيمة النسبية لمشاركة المرضى مقابل القرارات دون تمكين المرضى بشكل صريح. بوفينكم هو واحد من أكثر المعارضين الذين يتحدون المرضى كأصحاب مصلحة في تطوير المبادئ التوجيهية السريرية. أدونيس أكثر إيجابية في ورقتها القصيرة. تذهب كارون-فلينترمان إلى مزيد من التفاصيل في أطروحتها. وقد تم الاستشهاد بها في استطلاع أجري حديثًا حول الوصول المفتوح يوضح وجهات نظر الباحثين المختلفة، خاصةً حول الأبعاد الأخلاقية لإشراك المرضى كشركاء ضمن فرق البحث.
في النرويج، نيلسن ميديا ريسيرش. كانت تنتقد دور المرضى في السياسة الصحية وتطوير المبادئ التوجيهية السريرية في مراجعة تدخلات كوكرين. باحثان نرويجيان آخران، على الرغم من انسجامهما مع نتائج ورشة العمل المذكورة أعلاه، يوسعان قائمة المجالات التي تهم آراء المرضى: على مستوى النظام والسياسات ".
في الولايات المتحدة هناك العديد من الاتجاهات الناشئة مع الآثار الدولية المحتملة: الصحة 2.0 ، الذكاء الاصطناعي في مجال الرعاية الصحية (ذكاء اصطناعي)، ودور رجال الأعمال، وقيمة مشاركة المريض في الطب الدقة والصحية المتنقلة أو مراحل هذه الخدمة، والتي سيتم تناولها في مزيد من التفاصيل أدناه.
في إسرائيل، وجدت دراسة متعددة المراكز في ثماني وحدات خصوبة تقع في مستشفيات في جميع أنحاء البلاد أن مديري الوحدات على دراية بنهج الرعاية التي تركز على المريض ويدعمونها بشكل عام. ومع ذلك، كشفت المقابلات مع مديري الوحدة أنه على الرغم من أهمية إشراك أخصائي الصحة العقلية في رعاية مرضى الخصوبة، إلا أن بعض الوحدات لديها أخصائي اجتماعي أو طبيب نفسي في طاقمها الدائم. كما تضمنت الدراسة مسحًا لـ 524 مريضًا. طُلب من هؤلاء المرضى تقييم الوحدات التي عولجوا فيها على كيس من 0-3. تراوحت النتائج من 1.85 إلى 2.49، بمتوسط 2.0، مقارنة بمتوسط الدرجة 2.2 الذي قدمه الموظفون. كان الفرق ذا دلالة إحصائية. كانت هناك أيضًا اختلافات ذات دلالة إحصائية في الدرجات عبر الأبعاد المختلفة للرعاية التي تركز على المريض، وفقًا للخلفية الاجتماعية والاقتصادية للمرضى. على وجه الخصوص، أعطى المرضى أدنى درجاتهم لبعد الدعم العاطفي، في حين يعتقد الموظفون أن الدعم العاطفي الذي قدموه يبرز كجانب إيجابي من عملهم.

## في صنع القرار المشترك والذكاء الاصطناعي
قبل التطورات الأخيرة في التكنولوجيا، كانت مشاركة المرضى محدودة   صنع القرار المشترك   (قاضي فرعي للشعب)، وهو شكل من أشكال المشاركة حدث على وجه التحديد بين المريض وطبيبه في الممارسة السريرية، ولكن يمكن اعتباره خطوة إلى الأمام. تسمح التغييرات في التكنولوجيا الحديثة الآن لأجهزة الكمبيوتر بلعب دور متزايد الأهمية في اتخاذ قرارات الرعاية الصحية. تتضمن أمثلة تقنية الذكاء الاصطناعي (AI) المستخدمة في الرعاية الصحية آي بي إم واتسون، والتي تهدف إلى المساعدة في تشخيص وعلاج الأمراض أو الأمراض الصعبة.   أحد أهداف واتسون هو تسليط الضوء على النتائج التي طورتها مهارات واتسون في الحوسبة والوصول إلى المعلومات اليومية وتقديم اقتراحات محددة مصممة خصيصًا لخبرة الطبيب ونوع المرض ومستوى الرعاية المطلوب.   يمكن للأطباء استخدام برامج محددة للأمراض مثل تطبيق واتسون لعلم الأورام الذي يهدف إلى الكشف عن الأورام وعلاجها. يتم استخدام الذكاء الاصطناعي بشكل متكرر في الرعاية الصحية التشاركية للمرضى.

## دور ريادة الأعمال
قاد رجال الأعمال التحدي إلى التفكير الصحي التقليدي منذ تولي كريغ فينتر في معاهد الصحة الوطنية مع   مشروع 1000 جينوم   في عام 2008. قام مايك ميلكن، رائد أعمال وتاجر أسهم آخر، بتأسيس معهد ميلكين في سانتا مونيكا بولاية كاليفورنيا. بعد تأسيس المعهد، أطلق مايكل ميلكين برنامج مجمع تفكير الذي «يجمع المدافعين عن المرضى والباحثين والمستثمرين وصانعي السياسات من كل قطاع من نظام البحث والتطوير الطبي لإزالة الحواجز التي تعترض سبيل العلاج بشكل أسرع».   يقترح برنامج مجمع تفكير تحسينات مركز المرضى والتقدم في مجال الرعاية الصحية الحديثة.
في عام 2010، عززت حكومة الولايات المتحدة مشاركة المرضى بإطلاقها الخاصة   معهد بحوث النتائج التي تركز على المريض . يسعى معهد بحوث النتائج التي تركز على المريض إلى تنظيم مقاييس التقييم الخاصة بها لتثبت أين تظهر النتائج تحسنًا.   تم إنشاء معهد بحوث النتائج التي تركز على المريض بموجب أحكام في قانون حماية المرضى والرعاية بأسعار معقولة لعام 2010. واجهت منظمة 501 (سي) قدراً كبيراً من التدقيق بشأن التمويل، وتحديداً عندما تم الكشف عن تمويل معهد بحوث النتائج التي تركز على المريض من خلال ضريبة جديدة نشأت من قانون الرعاية بأسعار معقولة.

## الطب الدقيق
بعد أربع سنوات من مشروع 1000 جينوم المذهل الذي كان يأمل في الاتصال بعصر جديد من الطب الدقيق (وقت المساء)، تحدث بعض قادة الرأي لإعادة تقييم قيمة مشاركة المرضى ليُنظر إليهم على أنهم سائقون لـ وقت المساء. كتب رئيس جامعة كاليفورنيا، سان فرانسيسكو، على سبيل المثال، افتتاحية في علم الطب الانتقالي يطالب بتعديل العقد الاجتماعي لتعزيز مشاركة المرضى، مستشهداً بسابقة تاريخية: «نحن بحاجة فقط إلى النظر إلى فيروس نقص المناعة البشرية (فيروس نقص المناعة البشرية) / وباء الإيدز خلال الثمانينيات لتجربة قوة الدفاع عن المرضى جنبًا إلى جنب مع السعي الدؤوب للاكتشاف العلمي والترجمة ؛ من الواضح أن المرضى والعلماء المتحمسين وكذلك المدافعين عنهم يمكنهم التأثير على جداول الأعمال السياسية والعلمية والتنظيمية لدفع التقدم في الصحة.» 
في عام 2011 المنوي   ورقة حول الموضوع كتبه هود وصديق.
قصة نجاح ثانية هي قصة المريض جون دبليو والش، الذي أسس ألفانيت، الذي قام بدفع عشرات الملايين من الدولارات إلى أبحاث حول مرض الانسداد الرئوي المزمن أو مرض الانسداد الرئوي المزمن.
ينطوي التطور الأكثر تناقضًا من الناحية الأخلاقية على البحث الممول من المريض على ما يسمى ببرامج المرضى المسماة وتوسيع نطاق الوصول .

## في الصحة 2.0
أخذ اسمها من تسمية «الشبكة العنكبوتية العالمية 2.0» الموصوفة لوصف تركيز الشبكات الاجتماعية على الإنترنت منذ عام 2004،  صحة 2.0 هو استخدام تقنيات الويب والشبكات الاجتماعية لتسهيل تفاعل المريض والطبيب ومشاركته، عادةً من خلال منصة على الإنترنت أو تطبيق جوال. تُستخدم صحة 2.0 أحيانًا بالتبادل مع مصطلح «الطب 2.0»، ومع ذلك، يشير كلا المصطلحين إلى تجربة رعاية صحية شخصية تهدف إلى زيادة التعاون بين المرضى ومقدمي الرعاية ، مع زيادة مشاركة المرضى في الرعاية الصحية الخاصة بهم. بالإضافة إلى زيادة التفاعلات بين المريض والطبيب ، تسعى منصات الصحة 2.0 إلى تثقيف وتمكين المرضى من خلال زيادة إمكانية الوصول إلى معلومات الرعاية الصحية الخاصة بهم ، مثل تقارير المختبر أو التشخيص. تم تصميم بعض منصات الصحة 2.0 أيضًا مع مراعاة الطب عن بُعد أو التطبيب عن بُعد ، مثل شركة هلو هيلث. يُعتقد أن ظهور طريقة الاتصال هذه بين المرضى ومقدمي الخدمات الطبية لديهم يغير طريقة تقديم الدواء ، ويتضح ذلك من خلال التركيز المتزايد على ابتكار التكنولوجيا الصحية ، مثل مؤتمر الصحة 2.0 السنوي. إحدى الطرق التي يمكن من خلالها لتقنيات الصحة 2.0 زيادة مشاركة المرضى من خلال إشراك المرضى بنشاط مع أطبائهم هي من خلال استخدام السجلات الصحية الإلكترونية ، وهي نسخ إلكترونية من ملخصات الطبيب بعد الزيارة. يمكن أن تتضمن السجلات الصحية الإلكترونية أيضًا قدرة المرضى على التواصل مع أطبائهم إلكترونيًا لتحديد المواعيد أو التواصل مع الأسئلة. تشمل الطرق الأخرى التي يمكن أن تعزز بها السجلات الصحية الإلكترونية مشاركة المرضى السجلات الصحية الإلكترونية التي تنبه الأطباء إلى التفاعلات الدوائية التي يحتمل أن تكون خطرة ،  تقليل الوقت لمراجعة التاريخ الطبي للمريض في حالة الطوارئ ،  تعزيز القدرة على إدارة الحالات المزمنة مثل ارتفاع ضغط الدم ، وخفض التكاليف من خلال زيادة كفاءة الممارسة الطبية.

## الصحة المتنقلة (متنقلة)
تقدم متنقلة حلولًا واعدة لتلبية الطلب المتزايد على الرعاية. مع المزيد والمزيد من الأدلة التي تشير إلى أن نماذج العلاج الأكثر فاعلية تتضمن مناهج متخصصة ومتعددة الأوجه ، وتتطلب مجموعة متنوعة من المواد والجهد من جانب الطبيب والمريض. تعمل تطبيقات الهاتف المحمول كطريقة لزيادة محو الأمية الصحية وكجسر للتواصل بين المريض والطبيب (وبالتالي زيادة مشاركة المريض). هناك عدد كبير من الطرق لزيادة المشاركة من خلال استخدام تطبيقات الويب والتطبيقات المحمولة. أثبتت مواعيد مؤتمرات الفيديو الحية فعاليتها ، خاصة في مجال الصحة العقلية، ويمكن أن تكون ذات أهمية خاصة في توفير الخدمات للمجتمعات الريفية منخفضة الموارد. زادت تذكيرات المرضى من مشاركة المرضى في حضور الفحوصات الوقائية ، ومن المحتمل أن تكون التذكيرات المماثلة التي يتم توزيعها تلقائيًا عبر التطبيقات المستندة إلى الويب ، مثل بوابات المرضى ، قادرة على توفير مزايا مماثلة بتكلفة أقل.
لتلبية هذا الطلب على المواد ، يتم إنتاج التطبيقات الصحية التي تركز على المريض بوتيرة سريعة ، مع وجود تقديرات لأكثر من 100,000 تطبيق محمول متاح للاستخدام بالفعل. أدى هذا الازدهار في الإنتاج إلى قلق متزايد بشأن مقدار البحث والاختبار الذي يخضع له التطبيق قبل بدء البث المباشر ، في حين يرى آخرون وعدًا في حصول المريض على قدر أكبر من المواد العلاجية. يشمل بعض هذا القلق ما إذا كان المريض سيستمر في استخدام تطبيقات الهاتف المحمول المحددة لاحتياجات العلاج الخاصة به أم لا.

## المرضى كأصحاب مصلحة في البحث
يمكن أن تشمل مشاركة المرضى مجموعة واسعة من الأنشطة من أجل الأشخاص أثناء التجارب السريرية وأصبحت مرتبطة بالعديد من الكلمات الأخرى مثل «مشاركة المريض» أو «صنع القرار». [بحاجة لمصدر] وهذا يشمل وضع جدول الأعمال ، وتطوير المبادئ التوجيهية السريرية وتصميم التجارب السريرية. أي أن المرضى لا يعملون كمصادر للبيانات فحسب ، بل كمصممين نشطين.
أفادت دراسة أجريت عام 2019 أن "... المصطلحات الأخرى للبحث التي تركز على المريض تشمل" نتائج النتائج التي تتمحور حول المريض "و" مشاركة المستخدم "و" مشاركة المريض ومستخدم الخدمة "و" مشاركة المستهلك "والبحوث المجتمعية ، "البحث التشاركي" و "مشاركة المريض والجمهور".
وفقًا للباحثين المهنيين الأوائل الذين يعملون في مجال مشاركة المرضى في البحث ، فإن نهج البحث هذا لا يزال في مهده ولن يصبح سائدًا حتى عام 2023 تقريبًا.

### التجارب السريرية
في الولايات المتحدة ، تأثرت اتجاهات مشاركة المرضى بمجموعة متنوعة من المصادر والحركات السياسية السابقة. أحد مصادر مشاركة المرضى في البحوث السريرية كان وباء الإيدز في الثمانينيات والتسعينيات. خلال الوباء ، جادل نشطاء الإيدز ليس فقط من أجل نماذج التجارب السريرية الجديدة ، ولكن من أجل أهمية مجموعات الخدمات الاجتماعية الإضافية لدعم مجموعة أوسع من الأشخاص البشر المحتملين. منذ ذلك الحين ، اتخذت إدارة الغذاء والدواء الأمريكية عدة خطوات لإشراك المرضى في وقت مبكر في عملية تطوير الدواء. تضمن تفويض قانون رسوم استخدام العقاقير الطبية (قانون رسوم استخدام العقاقير الطبية) فيْ في عام 2012 مبادرة تطوير العقاقير التي تركز على المريض (اضطراب ما قبل الطمث الاكتئابي) لتزويد إدارة الغذاء والدواء بطريقة لسماع وجهات نظر المرضى ومخاوفهم. وبالمثل ، تحاول وكالة الطب الأوروبية (وكالة الأدوية الأوروبية) دمج وجهات نظر المرضى أثناء تقييم المنتجات الطبية من قبل اللجان العلمية لـ وكالة الأدوية الأوروبية.
كان هناك اهتمام متزايد بين مقدمي الرعاية الصحية ، مثل الممرضات ، في تنمية مشاركة المرضى. بسبب هذا الاهتمام المتزايد ، تم إجراء دراسات لتقييم فوائد ومخاطر مشاركة المريض ومشاركته في البحث. للحصول على الفوائد ، تعمل مشاركة المريض على تحسين نتائج المرضى بالإضافة إلى تسجيل التجارب السريرية والاحتفاظ بها. بالنسبة للمخاطر ، تم اقتراح أن إدراج مشاركة المريض قد يؤدي إلى تمديد أوقات البحث وزيادة التمويل للتجارب السريرية ، في حين يقدم أيضًا أدلة محدودة على أن تمركز المريض يقلل من ترتيب الاختبارات ذات القيمة المنخفضة. تشير الدلائل الحديثة أيضًا إلى أن المعرفة التي يتم توليدها من خلال الشراكات بين المرضى والأطباء هي أكثر تحديدًا لسياق الموضوعات وبالتالي من المرجح أن يتم تنفيذها.
من أسباب نمو مشاركة المرضى في الأبحاث السريرية نمو منظمات المرضى جنبًا إلى جنب مع تطوير قواعد البيانات ومفهوم تسجيل المرضى أو الأمراض. تسمح قواعد بيانات الكمبيوتر بجمع ونشر البيانات على نطاق واسع. لا تسمح السجلات ، على وجه التحديد ، للمرضى بالوصول إلى المعلومات الشخصية فحسب ، بل تسمح أيضًا للأطباء بمراجعة نتائج وتجارب العديد من المرضى الذين تلقوا العلاج بالمنتجات الطبية. علاوة على ذلك ، كانت السجلات ومشاركة المرضى مهمة بشكل خاص في تطوير أدوية الأمراض النادرة. في الولايات المتحدة ، تم إنشاء شبكة الأبحاث السريرية للأمراض النادرة (شبكة الأبحاث السريرية للأمراض النادرة) في عام 2003 والتي تتضمن تسجيلًا للمرضى المصابين بمرض نادر. يوفر هذا السجل معلومات للمرضى ويسمح للأطباء بالاتصال بالمرضى المحتملين للالتحاق بالتجارب السريرية. «تسجيل المرضى» مصطلح نامي ، ويقدم كتاب الوصول المفتوح لعام 2013 هذا وصفاً شاملاً للاتجاه نحو السجلات وشبكاتها ، أي «تعاونيات البحث الأوسع نطاقاً التي تربط السجلات الفردية». حققت منظمات مثل الجمعية التعاونية الوطنية لتحسين جودة طب قلب الأطفال تحسينات كبيرة في النتائج السريرية من خلال الالتزام بالمشاركة في إنشاء الأبحاث.
يمتلك المرضى موردًا جديدًا لمساعدتهم في التنقل في ساحة التجارب السريرية والعثور على ملخصات مفهومة للبحث الطبي في قاعدة بيانات التسمية المفتوحة التي أطلقتها حملة جميع مبادئ البحث المفتوحة في عام 2016 كجزء من البيانات المفتوحة في الطب.
الطب الدقيق سيغير إجراء التجارب السريرية ، وبالتالي دور المرضى كمواضيع. يعلق إن جي سكورك من معهد فنتر في الطبيعة بأن «مفتاح جعل الطب الدقيق هو الاتجاه السائد هو التحول المستمر في العلاقة بين المرضى والأطباء». ويستشهد كأسباب لهذا التطور الاهتمام المتزايد في فحوصات «أوميكس» والأجهزة الرخيصة والفعالة التي تجمع البيانات الصحية. توضح المقالات الأحدث في الطبيعة الشروط التي يمكن من خلالها تحسين مشاركة البراءات.
مع كون السرطان هدفًا أساسيًا للطب الدقيق ، يتم تجنيد المرضى بشكل متزايد للمشاركة في التجارب السريرية للمساعدة في العثور على العلاج.

## روابط خارجية
- توفر مجموعة مشاركة المرضى والمواطنين HTAi العديد من الموارد لمشاركة المرضى
- يوضح دليل Health Equality Europe لـ HTA كيف يمكن للمرضى المشاركة في HTA
- تقدم أكاديمية المرضى الأوروبية (EUPATI) حاليًا ثلاث صفحات من الروابط إلى مقاطع الفيديو والمقالات حول HTA (تفاصيل حول تمويل EUPATI) [1]

1. ↑  Originally an EU project, EUPATI started receiving new funding in February 2017 under the direction of EPF, an umbrella organisation with two-thirds public and one-third private funding that works with patients’ groups.